# Westerhaar-Vriezenveensewijk
Westerhaar-Vriezenveensewijk is een dorp in de gemeente Twenterand in de Nederlandse provincie Overijssel. Het telt per 1 januari 2023 4.310 inwoners.

## Geschiedenis
Het dorp Westerhaar-Vriezenveensewijk is van oorsprong deels een agrarisch dorp en deels een veendorp. Het Economisch Technisch Instituut Overijssel beschrijft dat er in 1850 twintig gezinnen wonen in Westerhaar. Toch wordt als stichtingsjaar 1885 aangehouden, het jaar waarin de eerste steen werd gelegd voor de latere Rehobothschool.
Westerhaar was oorspronkelijk een verzameling losse boerderijen. De boeren maakten gebruik van gepachte grond van het klooster dat in Sibculo stond.
Later ontstond door de vervening van de Engbertsdijksvenen de plaats Vriezenveensewijk (1890). Door de grootschalige vervening kwamen arbeiders uit voornamelijk Drenthe, Noord-Overijssel en Friesland, waar de vervening aan het eind van de 19de eeuw over zijn hoogtepunt heen raakte, in het dorp wonen.

## Achtergrond van de plaats en de plaatsnaam
De naam Westerhaar is ontstaan uit een verbastering van “ten westen van de haar”. Het klooster in Sibculo was namelijk gebouwd op een zandheuvel die men in die tijd ook wel een “haar” noemde. De grond die werd gepacht van het klooster door de boeren, die inmiddels een kleine nederzetting vormden, noemde men daarom sinds die tijd Westerhaar.

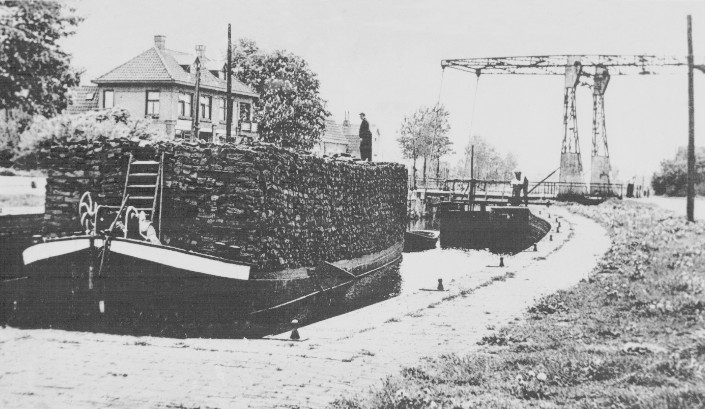
De sluis in het Veenkanaal t.h.v. de huidige Hoofdweg.

De naam Vriezenveensewijk heeft zijn oorsprong in de tijd dat er kanalen (wijken) en zijwijken (in totaal ongeveer 25 stuks) werden gegraven voor de grootschalige vervening van de Engbertsdijksvenen. Op 26 maart 1890 werd de eerste openbare aanbesteding gedaan om het eerste stuk kanaal te graven. Dit kanaal, later het Veenkanaal genaamd, was daarmee de eerste stap in de richting om de vervening groter aan te pakken. De naam Vriezenveensewijk is een verbastering van een “wijk” (kanaal) aan de kant van Vriezenveen, de naam heeft dan ook geen betrekking op de plaats Vriezenveen. In het verleden werd de naam geschreven als Vriezenveenschewijk (met sche) , bij inwoners ook bekend als “de wieke”.
Beide plaatsen zijn pas in de loop der tijd aan elkaar gegroeid, mede omdat de Hervormde kerk in 1920 tussen beide dorpen in werd gebouwd. Na meerdere ideeën (eerste initiatief in 1937) voor één nieuwe gezamenlijke plaatsnaam werd op aandringen van de provincie Overijssel in 1962 definitief gekozen voor de optie om beide plaatsnamen aan elkaar te plaatsen met een koppelteken.
Westerhaar-Vriezenveensewijk is de langste samengestelde plaatsnaam van Nederland met 28 tekens. Deze titel werd lange tijd gedragen door Hendrik Ido Oostendam en Schildmanskinderen Ambacht, dat tegenwoordig Hendrik-Ido-Ambacht heet. Door de lengte van de plaatsnaam Westerhaar-Vriezenveensewijk kiest men er nu vaak voor om alleen de naam Westerhaar te gebruiken.

## Engbertsdijksvenen

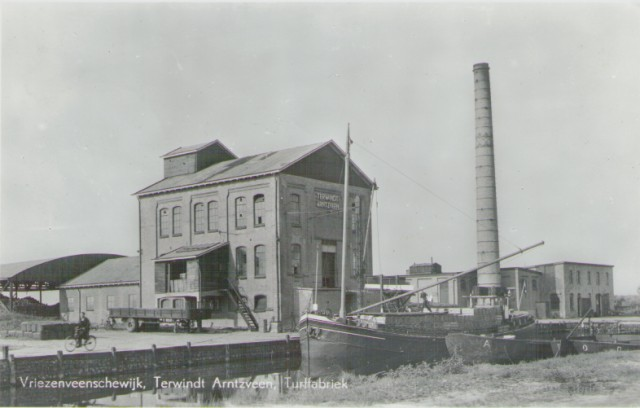
Er stonden 4 Turffabrieken in Vriezenveenschewijk tijdens de vervening, dit is fabriek Terwindt Arntzveen.

De Engbertsdijksvenen is een natuurgebied ten oosten van Westerhaar-Vriezenveensewijk. Het gebied dankt zijn naam aan een van de boerenfamilies, Engberts.
Vanuit (Westerhaar-) Vriezenveensewijk is de Engbertsdijksvenen eerst op kleine schaal verveend. De aanleg van de kanalen en wijken (1890-1907) gaf de aanzet voor grootschalige vervening vanuit (Westerhaar-) Vriezenveensewijk. De aanleg van het Veenkanaal was voor de vervening en het ontstaan de van de omgeving zeer bepalend.
Een kleine kern veen van ongeveer 17 hectare is niet verveend en heeft nog de oorspronkelijke dikte van ca. 4 tot 7 meter. In Nederland is nog maar 25 hectare levend hoogveen waarvan 17 hectare in de Engbertsdijksvenen. De Engbertsdijksvenen is relatief laat verveend, daardoor het laatste grootschalig verveende gebied in Nederland. Hierdoor een van de laatste plaatsen in Nederland waar dit proces van duizenden jaren veenvorming nog in zijn oorspronkelijke vorm te zien is.
De Engbertsdijksvenen zijn aangewezen als Natura 2000 gebied, en zijn daarmee onderdeel van een Europees netwerk van kwalitatief hoogwaardige natuurgebieden. Het is een eldorado voor vogelliefhebbers en voor wandelaars. Het gebied is op dit moment in beheer bij Staatsbosbeheer. De totale omvang van het gebied is ongeveer 1000 hectare.

## Het Veenmuseum
Het Veenmuseum is een kleinschalig buitenmuseum gelegen aan de Paterswal. De initiatieven voor Het Veenmuseum waren er tijdens het 100-jarig bestaan van Westerhaar-Vriezenveensewijk in 1985.
Bezoekers van dit museum worden door vrijwilligers in contact gebracht met het leven, wonen en werken in de tijd van de vervening van Noord-Twente (1850-1950). Op het museumterrein zijn een aantal veenhutten te bezichtigen, een oude boerderij en een winkeltje, annex gelagkamer, zoals die aan het eind van de 19e en in de 20e eeuw in de streek voorkwamen.
Via een wandelroute kan men het terrein en de onderkomens bekijken. In een origineel veentreintje kunnen de bezoekers over het terrein gereden worden. In de centrale expositieruimte wordt het verhaal van veen en turfsteken beeldend verteld aan de hand van een op een maquette nagebouwd veenterrein. In de nabijheid van het Veenmuseum bevindt zich het natuurgebied de Engbertsdijksvenen.

## Verkeer en vervoer
- Westerhaar-Vriezenveensewijk ligt aan de N36 van Hardenberg / Ommen naar Almelo en Wierden. Gedeeltelijk loopt door het dorp de provinciale weg 341 (N341)
- Op het busstation in Westerhaar komen een aantal buslijnen bij elkaar: lijn 80 naar o.a. Hardenberg en lijn 81 met als eindbestemmingen Almelo en Ommen. De lijnen worden gereden door Arriva.
- Bewoners kunnen sinds 1 april 2007 ook gebruikmaken van de regiotaxi.
- Er loopt een fietsroute van het landelijk fietsnetwerk door Westerhaar-Vriezenveensewijk, het is de LF14 die loopt van Lauwersoog naar Enschede (290 km), het maakt onderdeel uit van de 'Saksenroute'. Men fietst door Groningense wierdedorpen langs de Drentse hunebedden en door het fraai glooiende Twentse coulisselandschap. In Westerhaar-Vriezenveensewijk loopt de route o.a. langs het Veenkanaal en de prachtige Engbertsdijksvenen.

## Muziek
Westerhaar-Vriezenveensewijk heeft sinds 1932 een muziekvereniging, genaamd Soli Deo Gloria oftewel SDG. De vereniging bestaat uit een fanfare (1932) en een drumband / slagwerkgroep (1957). De muziekvereniging repeteert in het eigen gebouw aan de zwembadlaan, het gebouw heeft de naam Domus SDG.

## Sport
In 1929 werd Voetbal Vereniging Excelsior (V.V.E.) opgericht. Samen met de voetbalclub Victoria, opgericht in 1924, waren er dus twee clubs. Dit was voor een klein dorp als Westerhaar veel. Uiteindelijk zijn deze clubs gefuseerd en werd in 1950 de voetbalvereniging Voorwaarts opgericht. In 1966 werd men Landskampioen Zaterdagamateurs.
In mei 1945 is de Westerhaarse korfbalclub S.D.O. (samenspel doet overwinnen) opgericht.
In 1960 is de Westerhaarse damclub opgericht. Begin jaren negentig was damclub Denk en Zet Westerhaar de grootste damclub van Nederland met ca. 140 leden. Damclub Denk en Zet/Wvm is drie keer landskampioen geweest (1992, 2001, 2012) in de hoogste divisie van het Nederlandse dammen. Momenteel speelt de damclub in de Ereklasse van de KNDB en behoort ieder jaar tot de top 5 in de eindrangschikking.

## Bekende persoonlijkheden
- Jennette Jansen (1968) is geboren en woonachtig in Westerhaar-Vriezenveensewijk. Zij behaalde tijdens haar deelname aan 6 Paralympische toernooien 8 medailles. In de disciplines atletiek en daarna basketbal behaalde ze in totaal 3 gouden, 3 zilveren en 1 bronzen medaille. Bij de rolstoelmarathon van Berlijn (1992) vestigde ze een wereldrecord. Tijdens de Paralympische Spelen in Rio de Janeiro (2016) behaalde Jennette op het onderdeel handbiken een bronzen medaille.
- Wilfried Elzinga (1969) is geboren in Westerhaar-Vriezenveensewijk en heeft in zijn actieve loopbaan als betaald voetballer voor het grootste gedeelte van zijn carrière onder contract gestaan bij FC Twente, van 1988 t/m 1997. Tevens kwam hij uit voor het Olympisch elftal en Jong Oranje.
- Zangeres en voormalig CDA-2eKamerlid Sabine Uitslag (1973) is in Westerhaar-Vriezenveensewijk geboren en opgegroeid.
- Peter Reekers (1981) stond in totaal 9 seizoenen onder contract bij Heracles Almelo, waarmee hij in het seizoen 2004/2005 het Kampioenschap van Nederland in de Eerste divisie behaalde. Tevens voetbalde hij als betaald voetballer meerdere seizoenen voor VVV-Venlo (Kampioen seizoen 2008/09 Eerste divisie) en AGOVV Apeldoorn.
- Schrijfster Daniëlle Bakhuis (1982) heeft een aantal boeken geschreven en is hier geboren, getogen en woonachtig.
- Janet Mensink-Smit, kandidaat nummer 18 van de BoerBurgerBeweging tijdens de Tweede Kamerverkiezingen van maart 2021, behaalde 1.102 stemmen en werd vervolgens fractiemedewerker.
- Dewi Snippe (2003), voetbalster

## Politiek
- In 1972 is de lokale politieke partij GemeenschapsPartij in dit dorp ontstaan.
- Anneke Beukers (PvdA) was van 2011 t/m 2019 lid van de Provinciale Staten van Overijssel en is woonachtig in het dorp.
- Voormalig Eerste Kamerlid Jannette Beuving (PvdA) is opgegroeid in Westerhaar-Vriezenveensewijk. Ze was van 2011 t/m 2018 lid van de Eerste Kamer. In 2018 werd ze rechter in het Gerechtshof Arnhem-Leeuwarden.